# Walter Calzoni
Walter Calzoni (Brescia, 8 agosto 2001) è un ciclista su strada italiano che corre per il Q36.5 Pro Cycling Team; è professionista dal 2023.

## Palmarès

### Strada
- 2019 (Juniores)

Giro della Castellania
- 2021 (Gallina Ecotek Lucchini)

3ª tappa Volta a la Província de València (Benagéber > Titaguas)
- 2022 (Gallina Ecotek Lucchini Colosio)

Trofeo Città di Manoppello
1ª tappa Małopolski Wyścig Górski (Wieliczka > Góra Chelm)
Freccia dei Vini
Bassano-Monte Grappa
Giro della Franciacorta

#### Altri successi
- 2022 (Gallina Ecotek Lucchini Colosio)

Classifica giovani Belgrado-Banja Luka
Classifica giovani Małopolski Wyścig Górski
- 2023 (Q36.5 Pro Cycling Team)

Classifica giovani Tour du Rwanda

## Piazzamenti

### Classiche monumento
- Giro di Lombardia

2023: ritirato